# Gouey
Gouey era una comuna francesa que estaba situada en el departamento de Mancha, de la región de Normandía, que en 1818 pasó a formar parte de la comuna de Portbail.

## Demografía
| Gráfica de evolución demográfica de Gouey entre 1793 y 1806 |
|                                                             |

Los datos demográficos contemplados en este gráfico se han cogido de la página francesa EHESS/Cassini.